# PR/SM
PR/SM(ぴーあーるえすえむ、英：Processor Resource/System Manager、プロセッサー資源/システム管理機構）は、IBMのメインフレームにおける、コンピュータの仮想化技術のひとつであり、1台のメインフレームで複数の論理区画(LPAR)を作成することができる。

## 概要
PR/SMは1987年にIBMのメインフレームに登場し、以後のIBMメインフレーム（S/390、z Series、Multiprise 3000、System zなど）に搭載されている。
PR/SMはメインフレーム専用の、主にファームウェア（マイクロコード）により実現されたハイパーバイザであり、ソフトウェア分割であるCP（現在のz/VM）の基本機能をファームウェア化したものと言われている。
1台のメインフレームで複数の論理区画(LPAR)を作成し、コンピュータの資源（CPU、メモリ、チャネル等）を、それぞれの論理区画(LPAR)に柔軟に割り当て、コンピュータ全体の停止を伴わずに変更する事ができる。
モデルにより15 - 60個等の論理区画(LPAR)を作成し、各論理区画でOS（z/OS、z/VM、z/VSE、Linux on System z など）を独立して稼動できる。
IRD（Intelligent Resource Director、自己管理ワークロード管理）を併用して、論理区画間でワークロード管理を行ったり、EMIF（ESCON複数イメージ機能）を併用して、1つのESCONチャネルを複数の論理区画(LPAR)から共有することができる。
なお最近では「PR/SM」の表現より、サーバーを含めてより一般的な「LPAR」の表現が増えているが、内部的にはPR/SM（および後継のハイパーバイザー）である。